# أدريان تشافيز رويز
أدريان تشافيز رويز هو سياسي مكسيكي، ولد في 27 أغسطس 1976 في مدينة مكسيكو في المكسيك. نشط حزبياً في حزب الثورة الديمقراطية. وقد انتخب عضو مجلس النواب المكسيك ‏.